# Josip Ščetinski
Josip Ščetinski, hrvatski bosanskohercegovački bivši nogometaš. Igrao za Željezničar iz Sarajeva. Počevši od sezone 1935./36. igrao je za Željezničar dvije sezone. Željezničar je tad igrao u rangu sarajevskog nogometnog podsaveza i podsaveznoj ligi.